# Paweł Władysław Sawicki
Paweł Władysław Sawicki herbu Lubicz – sędzia mielnicki w latach 1665-1671.
Był elektorem Michała Korybuta Wiśniowieckiego z ziemi mielnickiej w 1669 roku.